# Grøndalskirken
Grøndalskirken er en kirke beliggende i forgreningen mellem Hulgårdsvej og Hillerødgade i København NV. Grøndal er betegnelsen for det lille københavnske kvarter i Københavns Kommune omkring Grøndalskirken. Kvarteret, der ligger mellem Vanløse, Frederiksberg og Brønshøj, har ca. 8.000 indbyggere. Kirken har 355 siddepladser.
Menighedsbørnehaven Parkhøj er tilknyttet Grøndalskirken.

## Anlæggelse
Omkring 1900 var Grøndals marker en del af Brønshøj Sogn, i den nordvestlige del af Københavns Kommune. I 1918 havde Grøndal-kvarteret fået mange nye indbyggere, og i 10 år var en træbarak det nye Grøndals Sogns kirke. Ved hjælp af blandt andet frivillige bidrag blev grundstenen til den nuværende kirke lagt den 24. juni 1927. Arkitekten Julius Smith tegnede kirken i nationalromantisk sengotisk stil, som en større landsbykirke, med inspiration fra Filips Kirke. Den står stadig udadtil, som da den blev indviet i 1928.

## Kirkebygningen og interiør
Det oprindelige projekt havde et kirkeskib med 4 hvælvingsfag, hvilket, af økonomiske årsager blev forkortet til 3 hvælvingsfag. Herudover består kirken af kor mod nordøst og et kraftigt tårn flankeret af lave sidebygninger mod vest. Kirken er rejst over en høj krypt med menighedslokaler og ligkapel. Det hvidkalkede kirkerum er overdækket af tøndehvælv og får dagslys gennem tre store vinduer i hver side med blyindfattede ruder.
Altertavlen, udført i farvet brændt ler, forestiller Lazarus' opvækkelse. Den blev lavet af August Hassel og har tidligere stået i barakkirken.
Til venstre for koret over trappedøren hænger et krucifiks af egetræ fra 1730. Krucifikset, der tidligere har hængt i Abel Cathrines Stiftelse, blev skænket af Københavns Bymuseum i 1936 sammen med en kopi af et maleri af den lidende Jesus, der nu hænger i præsteværelset, hvis original hænger på Rosenborg Slot.
Døbefonten står på en muret sokkel og har en romansk granitkumme. Den blev skænket af Herfølge Kirke, hvor den tidligere har stået.
Kirkeskibet, der forestiller Fregatten Fyn, blev skænket af Marinehospitalet i 1929.

## Senere forandringer ved kirkebygningen og interiør
I 1958 blev der ophængt nye lysekroner og væglampetter fra Fog & Mørup.
I 1962 fik kirken et nyt orgel med 17 stemmer bygget af Frobenius Orgelbyggeri.
I 2007 blev de bunkere, der skæmmede udsigten til kirken, fjernet som led i Københavns Kommunes planer om at fjerne disse helt.
Efter en gennemgribende renovering af kirkerummet i 2009, blev den faste prædikestol erstattet af en spinkel mobil pult i sort jern, bænkene blev erstattet af nye geometrisk enkle møbler i lyst ahorntræ, og nye cirkelrunde lysekroner. Samme tid blev kirkens gulv belagt med ølandssten i et såkaldt etruskisk forbandt. Den mørke indgangsdør, lavet i det fine metal tombak, blev også indført.
I december 2016 blev kirkens alterudsmykning indviet. Det er en stele af Sophia Kalkau, der forestiller et gardin i hvid marmor. Stelen står til venstre i koret og afbalanceres af østvinduet i højre side.

## Eksterne kilder og henvisninger
- Kirkens hjemmeside, kilde Arkiveret 1. marts 2022 hos  Wayback Machine
- Fotos af kirken
- Modeller af kirken Arkiveret 18. februar 2022 hos  Wayback Machine
- Grøndalskirken Arkiveret 31. januar 2011 hos  Wayback Machine hos nordenskirker.dk
- Grøndalskirken hos KortTilKirken.dk